# Ghána a 2004. évi nyári olimpiai játékokon
Ghána a görögországi Athénban megrendezett 2004. évi nyári olimpiai játékok egyik részt vevő nemzete volt. Az országot az olimpián 2 sportágban 28 sportoló képviselte, akik érmet nem szereztek.

## Atlétika
Férfi
| Versenyző                                                           | Versenyszám     | Előfutam | Előfutam | Előfutam | Negyeddöntő | Negyeddöntő | Negyeddöntő | Elődöntő | Elődöntő | Elődöntő | Döntő         | Döntő         |
| Versenyző                                                           | Versenyszám     | Idő      | Hely.    | Össz.    | Idő         | Hely.       | Össz.       | Idő      | Hely.    | Össz.    | Idő           | Helyezés      |
| ------------------------------------------------------------------- | --------------- | -------- | -------- | -------- | ----------- | ----------- | ----------- | -------- | -------- | -------- | ------------- | ------------- |
| Eric Nkansah                                                        | 100 m           | 10,54    | 6.       | 53.      | kiesett     | kiesett     | kiesett     | kiesett  | kiesett  | kiesett  | kiesett       | kiesett       |
| Leonard Myles-Mills                                                 | 100 m           | 10,21    | 3.       | 16.*     | 10,18       | 3.          | 15.         | 10,22    | 6.       | 10.      | kiesett       | kiesett       |
| Abdul Aziz Zakari                                                   | 100 m           | 10,19    | 2.       | 12.      | 10,02       | 1.          | 6.          | 10,11    | 3.       | 7.       | nem ért célba | nem ért célba |
| Christian Nsiah                                                     | 200 m           | 21,06    | 6.       | 43.      | kiesett     | kiesett     | kiesett     | kiesett  | kiesett  | kiesett  | kiesett       | kiesett       |
| Tanko Braimah Christian Nsiah Leonard Myles-Mills Abdul Aziz Zakari | 4 × 100 m váltó | 38,88    | 6.       | 13.      |             |             |             |          |          |          | kiesett       | kiesett       |

| Versenyző        | Versenyszám | Selejtező | Selejtező | Döntő    | Döntő    |
| Versenyző        | Versenyszám | Eredmény  | Helyezés  | Eredmény | Helyezés |
| ---------------- | ----------- | --------- | --------- | -------- | -------- |
| Ignisious Gaisah | Távolugrás  | 805 cm    | 12.       | 824 cm   | 6.       |
| Andrew Owusu     | Hármasugrás | 16,64 m   | 19.       | kiesett  | kiesett  |

Női
| Versenyző     | Versenyszám | Előfutam | Előfutam | Előfutam | Negyeddöntő   | Negyeddöntő   | Negyeddöntő   | Elődöntő | Elődöntő | Elődöntő | Döntő   | Döntő    |
| Versenyző     | Versenyszám | Idő      | Hely.    | Össz.    | Idő           | Hely.         | Össz.         | Idő      | Hely.    | Össz.    | Idő     | Helyezés |
| ------------- | ----------- | -------- | -------- | -------- | ------------- | ------------- | ------------- | -------- | -------- | -------- | ------- | -------- |
| Vida Anim     | 100 m       | 11,14    | 1.*      | 2.**     | nem ért célba | nem ért célba | nem ért célba | kiesett  | kiesett  | kiesett  | kiesett | kiesett  |
| Akosua Serwaa | 800 m       | 2:03,96  | 5.       | 29.      |               |               |               | kiesett  | kiesett  | kiesett  | kiesett | kiesett  |

| Versenyző        | Versenyszám | 100 m gát | 100 m gát | Magasugrás | Magasugrás | Súlylökés | Súlylökés | 200 m | 200 m | Távolugrás | Távolugrás | Gerelyhajítás | Gerelyhajítás | 800 m   | 800 m | Végeredmény | Végeredmény |
| Versenyző        | Versenyszám | Idő       | Pont      | Eredmény   | Pont       | Eredmény  | Pont      | Idő   | Pont  | Eredmény   | Pont       | Eredmény      | Pont          | Idő     | Pont  | Pont        | Helyezés    |
| ---------------- | ----------- | --------- | --------- | ---------- | ---------- | --------- | --------- | ----- | ----- | ---------- | ---------- | ------------- | ------------- | ------- | ----- | ----------- | ----------- |
| Margaret Simpson | Hétpróba    | 13,56     | 1041      | 179 cm     | 966        | 12,41 m   | 688       | 24,62 | 922   | 602 cm     | 856        | 53,32 m       | 925           | 2:17,72 | 855   | 6253        | 9.          |

* - egy másik versenyzővel azonos időt ért el

** - két másik versenyzővel azonos időt ért el

## Labdarúgás

### Férfi
| #             | Név                   | Klub                | Születési idő                   | Mérkőzésszám | Gól     | Sárga lap | sárga lap · 2. sárga lap · kiállítva | kiállítva |
| Kapusok       | Kapusok               | Kapusok             | Kapusok                         | Kapusok      | Kapusok | Kapusok   | Kapusok                              | Kapusok   |
| ------------- | --------------------- | ------------------- | ------------------------------- | ------------ | ------- | --------- | ------------------------------------ | --------- |
| 1             | George Owu            | Asante Kotoko       | 1982. július 7. (22 évesen)     | 3            | 0       | 0         | 0                                    | 0         |
| 18            | Mohammed Alhassan     | Asante Kotoko       | 1984. január 9. (20 évesen)     | 0            | 0       | 0         | 0                                    | 0         |
| Védők         |                       |                     |                                 |              |         |           |                                      |           |
| 4             | Emmanuel Osei         | Akçaabat Sebatspor  | 1982. augusztus 22. (21 évesen) | 3            | 0       | 0         | 0                                    | 0         |
| 5             | John Mensah           | AC Chievo           | 1982. november 29. (21 évesen)  | 2            | 0       | 2         | 0                                    | 0         |
| 6             | Emmanuel Pappoe       | FC Ashdod           | 1981. március 3. (23 évesen)    | 3            | 0       | 1         | 0                                    | 0         |
| 11            | Patrick Villars       | Maccabi Petah Tikva | 1984. május 21. (20 évesen)     | 1            | 0       | 0         | 0                                    | 0         |
| 14            | John Pantsil          | Maccabi Tel Aviv    | 1981. június 15. (23 évesen)    | 1            | 0       | 1         | 0                                    | 0         |
| 15            | Daniel Coleman        | Hearts of Oak       | 1984. január 1. (20 évesen)     | 3            | 0       | 1         | 0                                    | 0         |
| Középpályások |                       |                     |                                 |              |         |           |                                      |           |
| 2             | Nasir Lamine          | Ashanti Gold SC     | 1985. február 7. (19 évesen)    | (1)          | 0       | 0         | 0                                    | 0         |
| 7             | Abubakari Yahuza      | King Faisal Babes   | 1983. augusztus 8. (21 évesen)  | 0            | 0       | 0         | 0                                    | 0         |
| 10            | Stephen Appiah        | Juventus FC         | 1980. december 24. (23 évesen)  | 3            | 2       | 1         | 0                                    | 0         |
| 13            | Razak Pimpong         | FC Midtjylland      | 1982. december 30. (21 évesen)  | 2(1)         | 0       | 0         | 0                                    | 0         |
| 17            | Yussif Chibsah (csk)  | Asante Kotoko       | 1983. december 30. (20 évesen)  | 3            | 0       | 2         | 0                                    | 0         |
| Csatárok      |                       |                     |                                 |              |         |           |                                      |           |
| 3             | Baffour Gyan          | Dynamo Moskva       | 1980. július 2. (24 évesen)     | 3            | 0       | 0         | 0                                    | 0         |
| 8             | Charles Taylor        | Asante Kotoko       | 1981. június 17. (23 évesen)    | (3)          | 0       | 0         | 0                                    | 0         |
| 9             | Kwadwo Poku           | FC Midtjylland      | 1985. május 5. (19 évesen)      | (3)          | 0       | 0         | 0                                    | 0         |
| 12            | Asamoah Gyan          | Udinese             | 1985. november 22. (18 évesen)  | 3            | 0       | 1         | 0                                    | 0         |
| 16            | William Kwabena Tiero | Asante Kotoko       | 1980. december 3. (23 évesen)   | 2(1)         | 1       | 0         | 0                                    | 0         |
| Edző          |                       |                     |                                 |              |         |           |                                      |           |
|               | Mariano Barreto       | POR                 | 1957. január 18. (47 évesen)    |              |         |           |                                      |           |

- Kor: 2004. augusztus 11-i kora

#### Eredmények
B csoport 
| Csapat            | M | Gy | D | V | Rg | Kg | Gk | P |
| ----------------- | - | -- | - | - | -- | -- | -- | - |
| Paraguay (PAR)    | 3 | 2  | 0 | 1 | 6  | 5  | +1 | 6 |
| Olaszország (ITA) | 3 | 1  | 1 | 1 | 5  | 5  | 0  | 4 |
| Ghána (GHA)       | 3 | 1  | 1 | 1 | 4  | 4  | 0  | 4 |
| Japán (JPN)       | 3 | 1  | 0 | 2 | 6  | 7  | –1 | 3 |

| 2004. augusztus 12. 20:30 |

| Ghána (GHA)             | 2–2               | Olaszország (ITA)       |
| ----------------------- | ----------------- | ----------------------- |
| Pappoe 36' Appiah 45+1' | (2–0) Jegyzőkönyv | Pinzi 49' Gilardino 83' |

| Panthessaliko Stadium, Vólosz Nézőszám: 7 012 Játékvezető: Elizondo (argentin) |

| 2004. augusztus 15. 20:30 |

| Paraguay (PAR) | 1–2               | Ghána (GHA)          |
| -------------- | ----------------- | -------------------- |
| Gamarra 76'    | (0–0) Jegyzőkönyv | Tiero 81' Appiah 84' |

| Kaftanzoglio Stadium, Szaloniki Nézőszám: 1119 Játékvezető: Archundia (mexikói) |

| 2004. augusztus 18. 20:30 |

| Japán (JPN) | 1–0               | Ghána (GHA) |
| ----------- | ----------------- | ----------- |
| Ókubo 37'   | (1–0) Jegyzőkönyv |             |

| Panthessaliko Stadium, Vólosz Nézőszám: 6 813 Játékvezető: Vasszárasz (görög) |

| Csapat      | Helyezés |
| ----------- | -------- |
| Ghána (GHA) | 9.       |